# 魏辅文
魏辅文（1964年4月—），男，重庆云阳人，中国保护生物学家，江西农业大学校长，中国科学院动物研究所研究员，中国科学院院士。

## 生平
1980年考入南充师范学院（现西华师范大学）。1984年获得学士学位。1987年，在南充师范学院获得硕士学位。
1987年，在南充师范学院珍稀动植物资源研究所工作。1988年，任助理研究员。1992年，任副研究员。
1997年，获中国科学院动物研究所博士学位，留在中国科学院动物研究所工作。
2001年，获国家杰出青年科学基金资助。2002年，享受国务院政府特殊津贴。2004年，入选人事部新世纪百千万人才工程。2017年当选为中国科学院院士。2018年，当选为世界科學院院士。2021年，当选为欧洲科学院院士。
2023年5月，任江西农业大学校长。
2025年4月30日，卸任江西农业大学校长职务。